# Fiesta de las reverencias (Mas del Olmo)
La Fiesta de las reverencias es una romería que se celebra por Pascua Granada (Pentecostés) en Mas del Olmo, aldea de Ademuz, provincia de Valencia, (Comunidad Valenciana, España).
Se desarrolla en las proximidades de Mas del Olmo, entre los vecinos de Sesga que acuden en romería y los de Mas del Olmo, que salen a recibirlos.

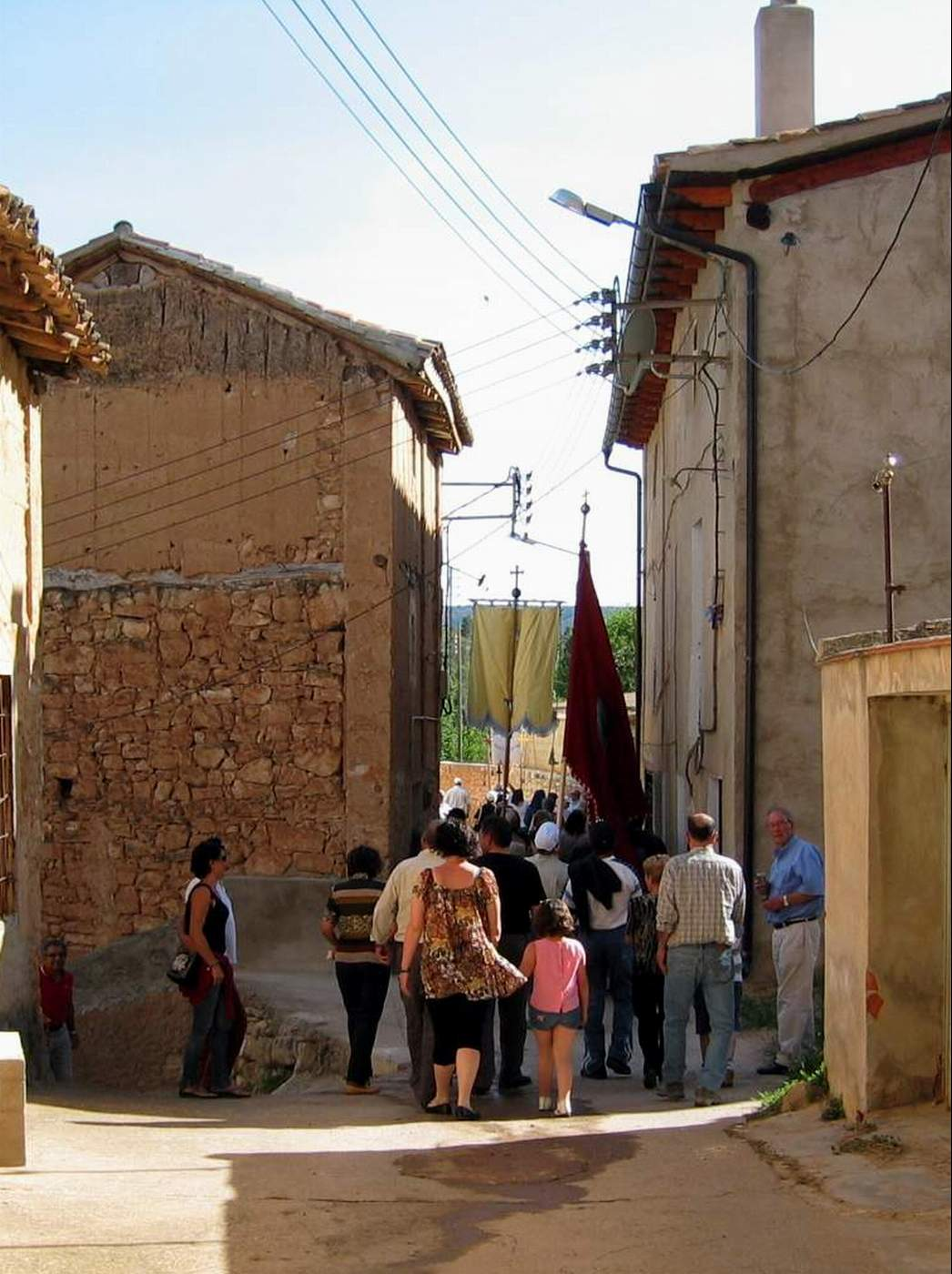
Los aldeanos de Mas del Olmo salen a recibir a los de Sesga.

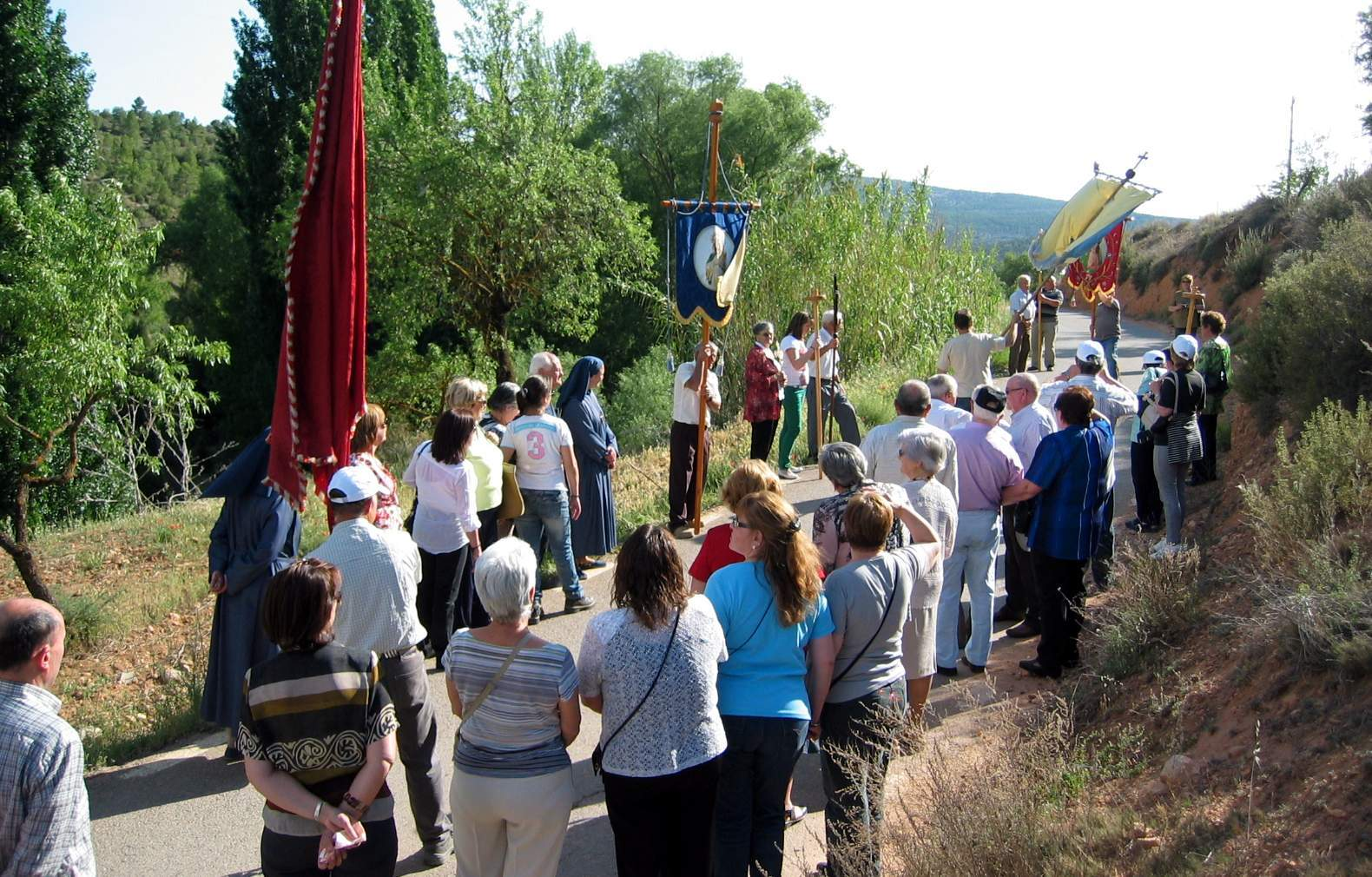
Los aldeanos de Mas del Olmo salen a recibir a los de Sesga.

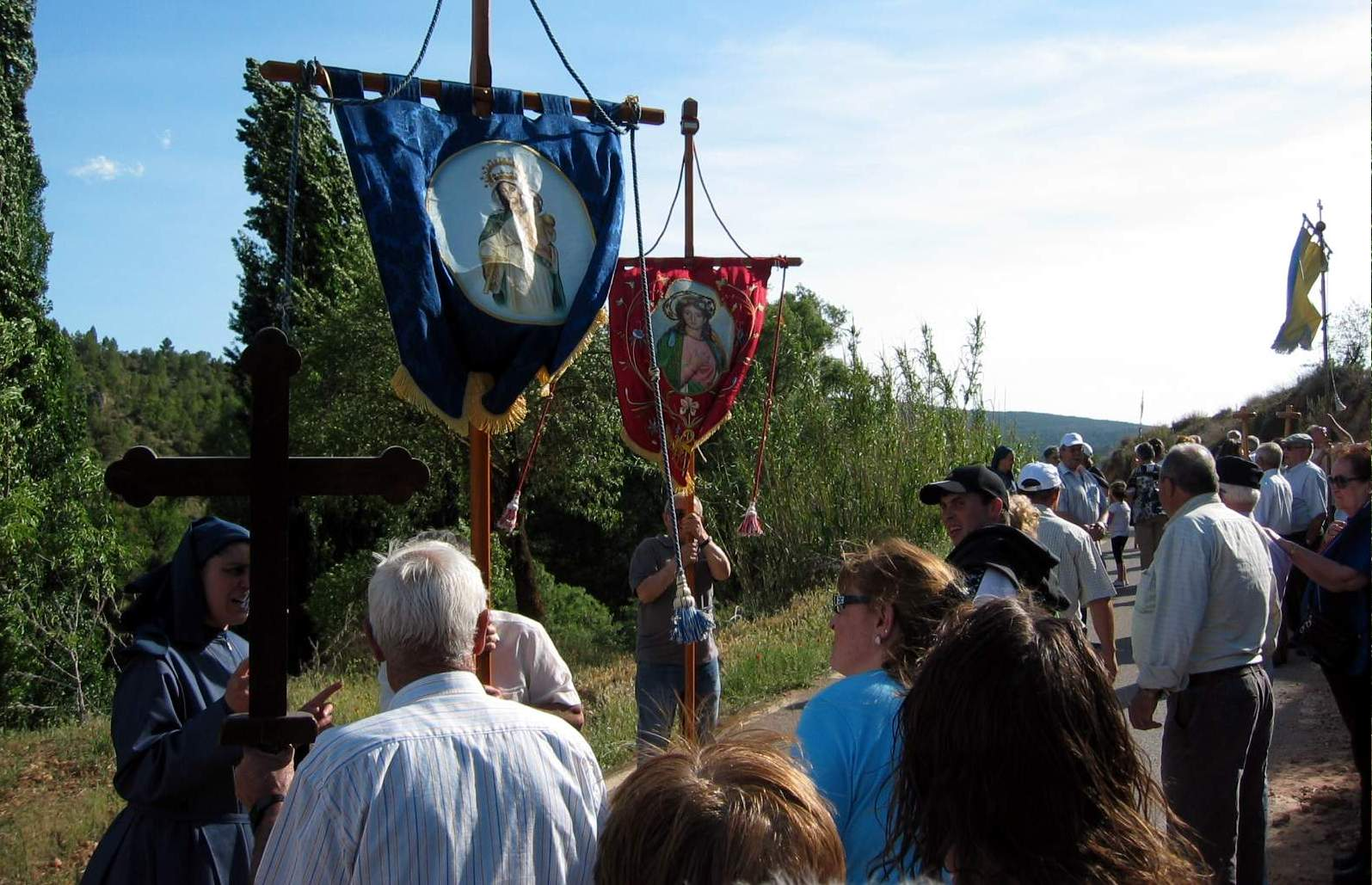
Los aldeanos de Mas del Olmo salen a recibir a los de Sesga.

## Desarrollo
La celebración incumbe a dos comunidades próximas –Sesga y Mas del Olmo-, ambas aldeas de Ademuz situadas en la vertiente oriental de la comarca, que corresponde a las estribaciones de Javalambre y Sierra de Tortajada y la villa de Puebla de San Miguel.
Por parte de Sesga, los vecinos emprenden una marcha en dirección a Mas del Olmo, portando un crucífero (cruz procesional), un estandarte y una bandera, que se guardan en la iglesia de la Inmaculada Concepción. Antaño era obligado ir al menos uno por cada casa, hasta el punto de que el alguacil vigilaba que así fuera. Si alguien incumplía la norma podía ser sancionado con un día de trabajo en el arreglo de los caminos del común. El camino tradicional que se seguía era por el molino de Los Cuchillos, atravesando Los Planos y la fuente del Berro. Desde el molino, el camino es ascendente, subiendo aguas arriba de la rambla de Mas del Olmo; en total el trayecto supone ocho kilómetros, unas dos horas de marcha.
Por parte de Mas del Olmo, los vecinos acuden a recibir a los de Sesga, portando asimismo un crucífero y el estandarte, que se guardan en la iglesia de Santa Bárbara. Salen de la aldea por el camino de Ademuz, hasta que se encuentran con los que vienen de Sesga.
Propiamente, la celebración consiste en un cruce de banderas y/o estandartes, a modo de saludo o parabién -lo que implica un mutuo deseo de bienestar y prosperidad-: la maniobra de acercamiento comienza a cierta distancia, cada pocos pasos se detiene el portaestandarte y realiza el parabién. Dichas maniobras o cortesías se efectúan por ambas partes, hasta que se produce el encuentro. Desde este momento la comitiva que viene de Sesga y la de Mas del Olmo se hacen una hasta la aldea, donde se halla la iglesia. Aquí tiene lugar una celebración religiosa, con misa y procesión.
Tras la celebración religiosa tiene lugar una comida de hermandad y por la tarde un baile popular, hasta el momento de la despedida, en que los de Mas del Olmo acuden a despedir a los de Sesga al punto donde los han recibido por la mañana, poco más abajo del puente que salva la rambla en dirección a Puebla de San Miguel.

## Historia
Se desconoce el origen de esta curiosa tradición, pudiendo datar, como mínimo, de finales del siglo XIX, pues los abuelos y padres de los más ancianos del lugar ya la celebraban.
Se trata de una peregrinación, lo que implica desplazamiento físico y geográfico –de Sesga a Mas del Olmo-, y el hecho de que tenga lugar en Pentecostés (primavera) permite colegir que su origen pudo estar en una rogativa ante un hecho calamitoso que afectó a ambas comunidades, como una peste, sequía u otra circunstancia aciaga. Todo lo cual pone de manifiesto la hermandad entre dos Lugares (aldeas de Ademuz) que conmemoran así la superación de aquel hecho funesto.